# Synodontis iturii
Synodontis iturii är en fiskart som beskrevs av Steindachner, 1911. Synodontis iturii ingår i släktet Synodontis och familjen Mochokidae. IUCN kategoriserar arten globalt som otillräckligt studerad. Inga underarter finns listade i Catalogue of Life.